# ポール・グラウ
ポール・グラウ（Paul Graou、1997年6月25日 - ）は、トップ14・スタッド・トゥールーザンに所属するラグビー選手。

## プロフィール
- フランス・オーシュ出身[1]。
- ポジションはスクラムハーフ(SH)[2]。
- 身長 177cm、体重 88kg
- 父のステファンは元ラグビー選手[3](元フランス代表)。

## 略歴
USモントーバン、SUアジャンを経て、2022年、トゥールーズに加入。  